# Tributealbum
Een tributealbum is een muziekalbum waarop muziek wordt vertolkt als eerbetoon (Engels: tribute) aan een artiest, een songwriter, een stijl of een muzikale periode. Een tributealbum is dus altijd een coveralbum.
Naast de lofzang kunnen ook andere motieven een rol spelen bij het maken van een tributealbum. Zo zijn er:
- albums van één artiest die een interpretatie geeft van het werk van een collega, bijvoorbeeld The String Quartet Tribute to Aerosmith (2003)
- albums met het werk van één songwriter, bijvoorbeeld The Night You Wrote That Song: The Songs Of Mickey Newbury door Gretchen Peters
- albums die als geheel een bewerking zijn van een ander album, bijvoorbeeld Dub Side of the Moon, een bewering van The Dark Side of the Moon door de "Easy Star All-Stars"
- albums in een bepaalde stijl, bijvoorbeeld Is It Rolling Bob?: A Reggae Tribute to Bob Dylan
- albums in een bepaalde taal, bijvoorbeeld Tributo a Queen: Los Grandes del Rock en Español (1997)

Het eerste tributealbum dat zo werd genoemd, was Amarcord Nino Rota uit 1981. De Amerikaanse muziekproducent Hal Willner (1957) maakte deze plaat ter herinnering aan de Italiaanse componist Nino Rota (1911-1979). Het oudste zogenoemde tributealbum is waarschijnlijk "The Chipmunks sing the Beatles Hits" uit 1964.    
Lucinda Williams bracht in de lockdown periode vanwege COVID-19 onder de naam Lu's Jukebox een zestal tributealbums uit om fondsen te werven ter ondersteuning van de studio-locaties.Er werden drie tributealbums opgedragen aan artiesten: Tom Petty, Bob Dylan en The Rolling Stones, een album aan een streek : Southern Soul (From Memphis To Muscle Shoals & More), een album aan een stijlperiode : Funny How Time Slips Away: A Night Of 60's Country Classics, en een album met Christmas als centraal thema: Have Yourself A Rockin' Little Christmas. De serie van zes was daarnaast een tribute aan die plaatsen, die het voor artiesten mogelijk maakt hun live-muziek ten gehore te brengen.
My hope for this project is that we’ll be able to help as many venues as we can. They’re our homes, as artists. We have to take care of them, for the sake of live music to come.